# Melampophylax puncticollis
Melampophylax puncticollis là một loài Trichoptera trong họ Limnephilidae. Chúng phân bố ở miền Cổ bắc.